# Carex przewalskii
Carex przewalskii är en halvgräsart som beskrevs av Tatiana Vladimirovna Egorova. Carex przewalskii ingår i släktet starrar, och familjen halvgräs.

## Underarter
Arten delas in i följande underarter:
- C. p. ramosa
- C. p. przewalskii